# Santas Martas
Santas Martas – gmina w Hiszpanii, w prowincji León, w Kastylii i León, o powierzchni 118,8 km². W 2011 roku gmina liczyła 857 mieszkańców.